# Mlynářčina bible
Mlynářčina bible je rukopis českého překladu bible tzv. 2. redakce; rukopis není datován, pochází někdy z 15. století. Nachází se v Národní knihovně České republiky (sig. XVII.A.10).
Svůj název dostala tato bible podle legendy, kterou podle tradice krumlovských jezuitů zapsal Bohuslav Balbín, že totiž ji napsala jedna mlynářka. Jiný text s podobným údajem z doby okolo roku 1591 cituje Fortunát Durych. Dobrovský navíc přidal myšlenku, že se jednalo o mlynářku táborskou z bechyňského kraje.
Po Bibli moskevské je to nejmenší česká bible, čehož oba její písaři dosáhli zavedením mnoha zkratek v textu.
Bible obsahuje mnoho prologů, především obvyklé prology Jeronýmovy, dále prology k jednotlivým knihám (celkem 15). Bible není úplná, některé listy chybějí. Ornamentální výzdoba čítá celkem 95 barevných iniciál.